# Wimsheim
Wimsheim è un comune tedesco di 2 688 abitanti, situato nel land del Baden-Württemberg.